# Юсуф-шах
Юсуф-шах (д/н — 22 вересня 1592) — 22-й султан Кашміру в 1570—1578 роках. Повне ім'я Насир ад-дін Мухаммед Юсуф-бадшах Газі.

## Життєпис
Походив з династії Чаків. Старший син султана Алі-шаха II. 1572 року син султана Юсуф вбив Айба Хана, сина Газі-шаха, що також претендував на титул спадкоємця. Після чого Юсуф втік до Сопура, де підняв повстання проти батька. Завдяки візиру Сайїду Мубараку вдалося замиритися сину і батьку.
1578 року після смерті Алі-шаха II успадкував владу. Невдовзі довелося придушити повстання брата Абдали, який загинув у битві. За цим призначив візиром Мухаммеда Бата. У відповідь проти нього повстав Абдала Бат, якого зрештою підтримав колишній візир Сайїд Мубарак. В результаті поразки вимушений тікати до Тханни. Спроба відвоювати Срінагар завершилася новою поразкою. Невдовзі Мубарака було схоплено Абдалою Батом, що оголосив султаном Лохара.
Юсуф звернувся по допомогу до Ман I Сінґха, субедара Лахора, який з Юсуфом вирушив до Делі (проти цього виступила його дружина Хабба-хатун), де вів перемовини змогольським падишахом Акбаром, від якого отримав війська в обмін на визнання зверхності Великих Моголів. На кордоні Кашміру до нього приєдналися деякі феодали, тому Юсуф вирішив спиратися на них. До князівства Раджаурі дійшов вже з 3 тис. вояків. війська, відправлені Лохар-шахом частково розбіглися, частково перейшли на бік Юсуфа. Останній увійшов до Кашмірської долини через перевал Тошамайдан, чого не чекав Лохар-шах. У 4 наступних запеклих битвах Юсуф здолав війська супротивника, зайнявши зрештою Срінагар. Лохара було схоплено.
Юсуф-шах відновив на посаді візира Мухаммеда Бата. За цим переміг рештки прихильники Лохар-шаха, що трималися на північному сході. Напочатку 1581 року розкрив змову на чолі із Шамсом (син Даулата Чака) і Алам Шер Магре, яких було запроторено за ґрати. Невдовзі завдав поразки новим змовникам Хабубу, Гайдару і Юсуфу Чакам, яких підтримав Цеванг Намг'ял I, г'ялпо Ладакху. Невдовзі розкрив змову візира Мухаммеда Бата проти себе, який вимушений був тікати до князівства Кіштвар, де отаборився Гайдар Чак.
1582 року після низки запеклих битв вдалося завдати нищівної поразки Гайдар Чаку, який втік до Ман I Сінґха. Той був невдоволений зневагою могольськими військами з боку Юсуфа при поверненні на трон, тому планував використати Гайдара для розгардіяшу в Кашмірі.
Спочатку Юсуф-шах доклав зусиль для відродження землеробства, ремісництва і торгівлі, скасував панщину, закят і джизію. Надалі більше уваги приділяв музиці, поезії, вину та жінкам.
Водночас падишах Акбар вимагав присутності Юсуф-шаха при своєму дворі як васала. Натомість султан відправив лише свого сина Гайдар Хана. 1585 року відправив сина Якуба з подарунками. В серпні того ж року, перебуваючи в Каланаурі (Пенджаб) падишах знову став вимагати прибуття до себе султана. Під тиском радників та проти своєї волі він не прибув до Акбара. Той у грудні відправив військо на чолі із Бгаґван Дасом, Шах Кулі-ханом Махрамом, Мірзою Шахрухомм, але в боях на перевалі Буліаса останніх було зупинено.
Юсуф-шах не віриву перемогу, тому 14 лютого 1586 року прибув до могольського табору, а звідти до Лахору, де зустрівся з Акбаром. Син Юсуф-шаха — Якуб — продовжив боротьбу, змусивши укласти мирну угоду, за якою Юсуф-шах повертався на трон, визнаючи зверхність Великих Моголів. У березні могольські війська залишили Кашмір, але Акбар не звільнив султана. Трон перейшов до сина Якуб-шаха.
Юсуф був засланий до Бенгалії, а потім переміщений до Біхара, де отримав мансар (уділ) Бісвак в розмірі 500 коней та з доходом в 2,5 тис. рупій на місяць. Тут він помер 1592 року.